# Widerøe
Widerøes Flyveselskap ASA er et norsk flyselskab, der med en årlig omsætning på 1,8 mia. norske kroner og 1,5 mio. passagerer er Nordens største regionale flyselskab. Selskabet var indtil 3. maj 2013 et helejet datterselskab af SAS Group og opererede en flåde på 29 Dash 8-turbopropfly, der befløj 35 destinationer i Norge og 6 ruter til udlandet, blandt andet til København. Det blev frasolgt helt i juni 2016. Torghatten ASA er fra 2021 opkøbt af kapitalfonden EQT Partners.
Virksomheden blev oprettet af fem flyentuasiaster i 1934, deriblandt Viggo Widerøe og John Strandrud. Hensigten var at udføre taxa-, ambulance-, skole- og fotoflyvning. I 1936 købte Det norske Luftfartselskap 51% af aktierne. Efter at have etableret et rutenet deltog et Widerøe-fly i en ekspedition til Antarktis og senere i kortlægningsopgaver på Svalbard. DNL frasolgte i 1947 sin aktiepost til Forenede Industrier. Rutenettet blev kraftigt udvidet i årene efter 2. verdenskrig, særligt i Nordnorge. 
I 1969 købte SAS aktiemajoriteten fra Forenede Industrier, og i slutningen af 1980'erne overtog Widerøe Norsk Air, hvorved selskabet for alvor satsede på den kommercielle ruteflyvning. 
Selskabet har haft fire fatale ulykker; i 1982, hvor 15 omkom, i 1988, hvor 36 omkom, i 1990, hvor 5 omkom og i 1993, hvor 5 omkom. Ligesom SAS har Widerøe haft en del tekniske problemer med sine Dash 8-fly.

## Flyflåde
| Flytype               | I drift | Ordrer | Optioner | Passagerer | Bemærkninger                        |
| --------------------- | ------- | ------ | -------- | ---------- | ----------------------------------- |
| Bombardier Dash 8-100 | 23      | —      | —        | 39         |                                     |
| Bombardier Dash 8-200 | 3       | —      | —        | 39         |                                     |
| Bombardier Dash 8-300 | 4       | —      | —        | 50         |                                     |
| Bombardier Dash 8-400 | 10      | —      | —        | 78         |                                     |
| Embraer E190-E2       | 3       | —      | 12       | 114        | Launch customer fra 24. april 2018. |
| Total                 | 43      | —      | 12       |            |                                     |